# Balagund, Khanapur
Balagund là một làng thuộc tehsil Khanapur, huyện Belgaum, bang Karnataka, Ấn Độ.